# Implementazione
Il termine implementazione e il verbo derivato implementare sono neologismi affermatisi nel 1978 nell'accezione di "attuazione di una scelta pubblica".

## Descrizione

### Origine dell'uso del termine
Due studiosi americani – Aaron Wildavsky e Jeffrey L. Pressman – nel 1978 hanno scritto un libro il cui titolo ha creato praticamente la fortuna della parola: Implementation. Il sottotitolo di questo libro è molto significativo: “How great expectations in Washington are dashed in Oakland” (“Come grandi aspettative a Washington si infrangono ad Oakland”, le due città che stanno ai poli opposti del subcontinente nordamericano).
Questi anglicismi - come testare (dall'inglese "to test", il cui significato italiano è provare), oppure settare (dall'inglese "to set", il cui significato italiano è impostare) - facevano parte del gergo tecnico-scientifico e sono entrati nell'uso quotidiano anche attraverso l'informatica.

### Significati
"Implementare" deriva dal verbo inglese "to implement" (traducibile con  realizzare, attuare), da cui il sostantivo gergale implementation, che significa "attuazione". Il verbo, a sua volta, proviene dal sostantivo implement, che significa attrezzo, utensile.  L'etimologia del termine inglese, peraltro, deriva a sua volta dal verbo latino implěo (inf. implēre), inteso nel senso di realizzare e non di colmare.
Il termine italiano sostitutivo può quindi essere, secondo il contesto: 
- verbo:  realizzare, mettere in opera, porre in essere, attuare, applicare;
- sostantivo:  realizzazione, sviluppo, attuazione, posa in opera, utilizzo, applicazione.

Con il passare degli anni, in alcuni ambiti l'utilizzo del termine è divenuto preponderante rispetto alle corrispondenti parole italiane. In ingegneria, urbanistica e in informatica, per implementazione si intende (generalmente, l'uso infatti è assai soggettivo) l'applicazione pratica di una metodologia o di un algoritmo effettuata allo scopo di conseguire un determinato obiettivo. Anche le discipline del management utilizzano spesso tale termine, con il solito significato di "attuazione", "messa in opera" o "esecuzione", specialmente per esprimere la fase di un programma d'azione successiva a quella di progettazione o definizione (di un processo, sistema, metodologia, strategia, ecc.) nell'organizzazione.

### Paronimia
Il verbo "implementare" è spesso oggetto di malapropismo quando viene usato, in maniera erronea, con il significato di "incrementare", "integrare", "potenziare", "aggiungere", "aggiungere caratteristiche/funzionalità", "aggiungere parti o pezzi".

## Esempi
Di seguito alcuni esempi tratti da frasi originali in ambito informatico, organizzate sotto il possibile significato in italiano:
sviluppare
Si dice di un'apparecchiatura, impianto o sistema - elettrico o elettronico - dopo avervi applicato un computer o microcomputer, allo scopo di implementare la capacità di svolgere funzioni autonome e/o programmabili.
 Per processo di lavoro si intende l'insieme di operazioni che servono per implementare un'idea e portarla alla sua realizzazione utilizzando le risorse (umane e fisiche) all'interno di un'azienda.
includere
La suite comprende diversi strumenti per sviluppatori e grafici interessati a sviluppare siti Web e ad implementare in essi applicazioni grafiche ed interattive.
Pantech IM-U130 è il primo cellulare a implementare la tecnologia di SRS Lab.
comprendere
La codifica Big5 usa due byte per carattere, in modo tale da implementare tutti gli ideogrammi del cinese tradizionale.
rendere operante
Permette agli sviluppatori di testare la capacità del traduttore fonetico e quindi di implementare le capacità di quest'ultimo.
Ogni porta reversibile può essere implementata su un computer quantistico, e la porta di Toffoli è un operatore quantistico.
In programmazione, un tipo di dato astratto o ADT (Abstract Data Type) è un tipo di dato le cui istanze possono essere manipolate con modalità che dipendono esclusivamente dalla semantica del dato e non dalla sua implementazione.
realizzare
È un circuito integrato progettato per implementare l'interfaccia elettrica per la comunicazione seriale. 
 Una metodologia corretta per progettare ed implementare la gestione dei processi può essere così sintetizzata.
applicare o utilizzare
Una implementazione dell'algoritmo in linguaggio Pascal è la seguente: ....
Al fine di ordinare un insieme di numeri è possibile scrivere un programma che implementi un algoritmo di ordinamento noto.